# Gergely Kiss
Gergely Kiss (Budimpešta, 21. rujna 1977.), mađarski vaterpolist, igrač Vasasa. Smatra se najboljim ljevorukim vaterpolistom na svijetu. Igra kao desno krilo, a nekada uplivava na dva metra. Visok je 200 cm i mase je 110 kg. Na vrhuncu igračke moći bio je na OI 2004., osobito u završnoj utakmici protiv SCG.